# Arctia floresi
Arctia floresi là một loài bướm đêm thuộc phân họ Arctiinae, họ Erebidae.